# 佐藤滋孝
佐藤 滋孝（さとう しげたか、1955年10月30日 - ）は、元プロ野球選手（外野手）。左投左打。

## 来歴・人物
日本で生まれたが、生後すぐに両親とともにブラジルに移住した。
ブラジル・OCポリクーソス高から、社会人野球の日本楽器へ進み1978年の都市対抗野球に4番打者で出場し、森繁和が先発した住友金属に初戦で敗れた。1979年オフにドラフト外で阪急ブレーブスに入団。
1981年にウエスタンリーグで15本塁打を放ち、本塁打王を獲得する。
1982年3月23日に右目を負傷し、球団からはトイレで転倒して「右上下眼瞼裂傷」で全治2週間と発表されたが、実は兵庫県西宮市内の飲食店でトラブルに巻き込まれ、ケンカの仲裁に入った当人がコップを右目に投げつけられたためとのちに判明。それから右目は失明状態となり、同年8月25日に任意引退することになった。
甥に元ヤクルトスワローズの佐藤二朗（ツギオ佐藤）。

## 詳細情報

### 年度別打撃成績
| 年 度     | 球 団     | 試 合 | 打 席 | 打 数 | 得 点 | 安 打 | 二 塁 打 | 三 塁 打 | 本 塁 打 | 塁 打 | 打 点 | 盗 塁 | 盗 塁 死 | 犠 打 | 犠 飛 | 四 球 | 敬 遠 | 死 球 | 三 振 | 併 殺 打 | 打 率 | 出 塁 率 | 長 打 率 | O P S |
| --------- | --------- | ----- | ----- | ----- | ----- | ----- | -------- | -------- | -------- | ----- | ----- | ----- | -------- | ----- | ----- | ----- | ----- | ----- | ----- | -------- | ----- | -------- | -------- | ----- |
| 1980      | 阪急      | 4     | 9     | 8     | 0     | 1     | 0        | 0        | 0        | 1     | 0     | 0     | 0        | 0     | 0     | 1     | 0     | 0     | 3     | 1        | .125  | .222     | .125     | .347  |
| 1981      | 阪急      | 35    | 49    | 45    | 4     | 9     | 0        | 0        | 1        | 12    | 2     | 2     | 2        | 0     | 0     | 2     | 0     | 2     | 10    | 1        | .200  | .265     | .267     | .532  |
| 通算：2年 | 通算：2年 | 39    | 58    | 53    | 4     | 10    | 0        | 0        | 1        | 13    | 2     | 2     | 2        | 0     | 0     | 3     | 0     | 2     | 13    | 2        | .189  | .259     | .245     | .504  |

### 記録
- 初出場・初先発出場：1980年10月5日、対日本ハムファイターズ後期13回戦（後楽園球場）、6番・右翼手で先発出場
- 初安打：1980年10月7日、対西武ライオンズ後期12回戦（西武ライオンズ球場）、東尾修から単打
- 初本塁打：1981年5月30日、対近鉄バファローズ前期9回戦（日本生命球場）、2回表に柳田豊からソロ

### 背番号
- 64 （1980年）
- 35 （1981年 - 1982年）